# Sainte-Sigolène
Sainte-Sigolène è un comune francese di 6 034 abitanti situato nel dipartimento dell'Alta Loira della regione dell'Alvernia-Rodano-Alpi.
Essa è gemellata con il comune di Marineo, in provincia di Palermo.

## Società

### Evoluzione demografica
Abitanti censiti